# سرکیو
سرکیو، روستایی از توابع بخش پاپی شهرستان خرم‌آباد در استان لرستان ایران است.

## جمعیت
این روستا در دهستان چم سنگر قرار دارد و براساس سرشماری مرکز آمار ایران در سال ۱۳۸۵، جمعیت آن ۴۵ نفر (۵خانوار) بوده‌است.